# Estado de emergência na Etiópia em 2023
O estado de emergência na Etiópia de 2023 teve inicio em 4 de agosto de 2023 quando o governo etíope impôs um estado de emergência de seis meses na região de Amhara após o início dos combates da Guerra de Amhara. O primeiro-ministro Abiy Ahmed declarou que o estado de emergência era necessário para controlar a situação. 

## Situação
Um estado de emergência de seis meses foi declarado em 4 de agosto de 2023 pelo governo etíope em resposta ao conflito severo e instabilidades na região de Amhara depois que a milícia Fano de Amhara e a Força de Defesa Nacional Etíope entraram em confronto em vários locais da região em 1 de agosto. Em 3 de agosto, o governo da região de Amhara solicitou assistência adicional às tropas federais. Os combates são a crise de segurança mais séria desde a Guerra do Tigré.
O primeiro-ministro Abiy Ahmed declarou sobre a emissão da declaração que "foi considerado necessário declarar estado de emergência, pois se tornou difícil controlar essa atividade ultrajante com base no sistema legal regular". As restrições do estado de emergência incluem a proibição de reuniões públicas, prisões sem mandado, bem como a imposição de toque de recolher. O acesso à internet foi bloqueado e os voos da Ethiopian Airlines para Gondar e Lalibela foram cancelados até que as forças armadas retomassem as cidades após uma semana desde o início dos confrontos. O estado de emergência termina em 6 de junho de 2024, após ser adiado em fevereiro de 2024.

## Consequências
Após o controle das cidades de Amhara, o parlamento etíope emitiu prisões arbitrárias e buscas por civis sem mandado em 13 de agosto. A Polícia Federal Etíope prendeu centenas de pessoas em Addis Ababa. A medida foi criticada pela Comissão Etíope de Direitos Humanos, afirmando que "houve prisões generalizadas de civis de origem étnica amhara". Muitos ativistas denunciaram a prisão arbitrária, dizendo que ela era direcionada a pessoas amharas. Os suspeitos ficaram cativos em escolas, delegacias de polícia e centros de detenção temporária após  serem arrebatados das ruas.